# Xylotoloides huttoni
Xylotoloides huttoni är en skalbaggsart som först beskrevs av Sharp 1882.  Xylotoloides huttoni ingår i släktet Xylotoloides och familjen långhorningar. Inga underarter finns listade i Catalogue of Life.